# Паникля (деревня)
Паникля — деревня в Нелидовском городском округе Тверской области.

## География
Находится в юго-западной части Тверской области на расстоянии приблизительно 9 км на восток по прямой от города Нелидово непосредственно к югу от одноименного разъезда железнодорожной линии Нелидово-Ржев.

## История

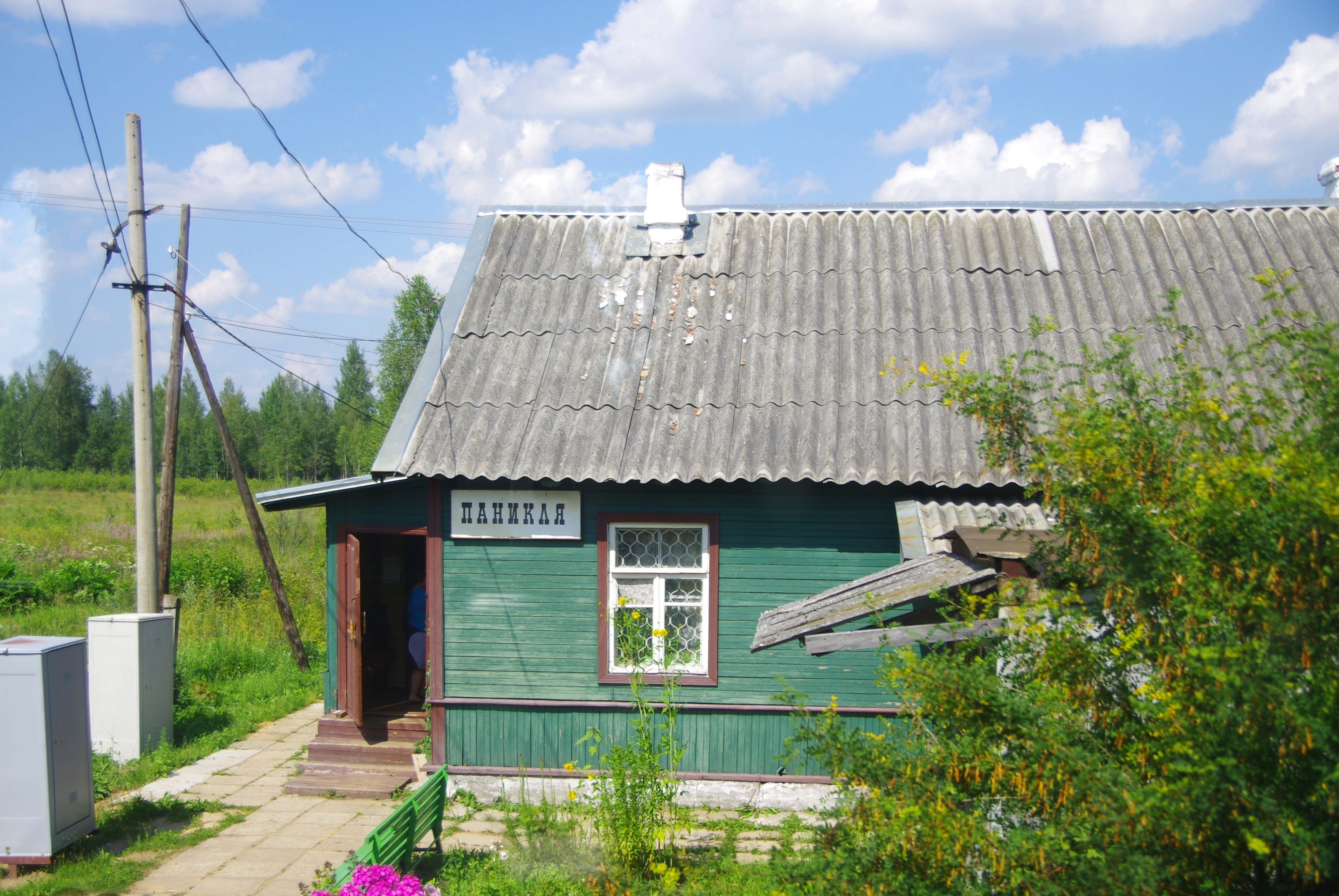
Железнодорожный разъезд Паникля

Железнодорожный разъезд Паникля был открыт в 1915 году. На карте 1941 года здесь на месте нынешней деревни размещались деревня Плавно с 17 дворами и хутор Стручье с 5 дворами. До 2018 года деревня входила в состав ныне упразднённого Селянского сельского поселения.

## Население
Численность населения: 48 человек (русские 92 %) в 2002 году, 196 в 2010.